# FCW Southern Heavyweight Championship
O FCW Southern Heavyweight Championship foi um título de wrestling profissional da Florida Championship Wrestling. Foi aposentado depois de ser unificado com o Florida Heavyweight Championship.

## Reinados
| # | Lutador          | Reinado(s) | Data                   | Dias | Localidade               | Evento     | Notas                                                                                            | Ref   |
| - | ---------------- | ---------- | ---------------------- | ---- | ------------------------ | ---------- | ------------------------------------------------------------------------------------------------ | ----- |
| 1 | Harry Smith      | 1          | 26 de junho de 2007    | 112  | Tampa, Florida           | Live event | Venceu uma 21-man battle royal se tornando o campeão.                                            | [ 1 ] |
| 2 | Afa, Jr.         | 1          | 16 de outubro de 2007  | 46   | New Port Richey, Florida | Live event | Devlarado vencedor após Smith não responder a contagem de 10 do árbitro.                         | [ 1 ] |
| 3 | TJ Wilson        | 1          | 01 de dezembro de 2007 | 17   | New Port Richey, Florida | Live event | Venceu uma ladder match.                                                                         | [ 1 ] |
| 4 | Ted DiBiase, Jr. | 1          | 18 de dezembro de 2007 | 32   | New Port Richey, Florida | Live event |                                                                                                  | [ 1 ] |
| 5 | Heath Miller     | 1          | 19 de janeiro de 2008  | 63   | New Port Richey, Florida | Live event | Premiado com o título quando Ted DiBiase, Jr. não foi capaz de defendê-lo devido a lesão.        | [ 2 ] |
| 6 | Jake Hager       | 1          | 22 de março de 2008    | 0    | New Port Richey, Florida | Live event | O Florida Heavyweight Champion Jack Hager derrotou Heath Miller, e unificou os dois campeonatos. | [ 3 ] |
| — | Desativado       | —          | 22 de março de 2008    | —    | New Port Richey, Florida | Live event | Aposentado imediatamente depois de ser unificado com o Florida Heavyweight Championship.         | [ 3 ] |

## Lista de reinados combinados
| Posição | Lutador          | # de reinados | Dias combinados |
| ------- | ---------------- | ------------- | --------------- |
| 1.      | Harry Smith      | 1             | 112             |
| 2.      | Heath Miller     | 1             | 63              |
| 3.      | Afa, Jr.         | 1             | 46              |
| 4.      | Ted DiBiase, Jr. | 1             | 32              |
| 5.      | Jake Hager       | 1             | 0               |